# Telestula spiculicola
Telestula spiculicola is een zachte koraalsoort uit de familie Clavulariidae. De koraalsoort komt uit het geslacht Telestula. Telestula spiculicola werd in 1908 voor het eerst wetenschappelijk beschreven door Nutting. 